# Odivelas Futebol Clube
O Odivelas Futebol Clube é um clube desportivo português, com sede na cidade e concelho de Odivelas, distrito de Lisboa.
Foi fundado em 1945, após o fim do clube percursor Odivelas Foot-ball "Os Gatinhos" , e um clube histórico da região de Lisboa. Disputa os seus jogos caseiros no Campo do Complexo Desportivo de Porto Pinheiro, onde antigamente se localizava o já demolido Estádio Arnaldo Dias, que tinha capacidade para 3 mil pessoas.
Mário Veríssimo, a primeira vítima de Covid-19 em Portugal, jogou no Odivelas Futebol Clube. Foi também clube de Marco Silva na época 2004/05.
Futebolisticamente, a história dos rubro-negros iniciou em 1947. Quase duas décadas depois, o clube ascendeu pela primeira vez aos campeonatos nacionais, oscilando entre a II e a III Divisão até à viragem do milénio. A partir de então estabilizou na primeira metade da tabela classificativa na II Divisão B, marcando presença nesse patamar competitivo por 13 vezes, nove delas consecutivas, entre 2001 e 2010, tendo obtido como melhor classificação o quarto lugar em 2001/02 e 2006/07.
Ao longo dessas temporadas, o Odivelas Futebol Clube viveu alguns dos melhores momentos da sua história, tendo tido nas fileiras jogadores como Sílvio, Marco Silva, Andrade, Tiago Gomes, Dady ou Paulo Vida e treinadores como Paulo Fonseca ou Daúto Faquirá.

## História

### Odivelas Foot-ball "Os Gatinhos" e a Primeira Sede
Em 1939, um grupo de rapazes de Odivelas decidia fundar o “Odivelas Foot-ball OS GATINHOS“, clube precursor do ODIVELAS FUTEBOL CLUBE. Arrendando em casinha na Rua do Neto, nº1, entretinham-se a jogar uns com os outros, muitas vezes sem local determinado. Entre os sócios fundadores de “OS GATINHOS“, salientam-se o Celestino, o Adão e o Ilhéu. Em 1945, a Guerra terminava. Por coincidência “OS GATINHOS“, puseram fim à sua atividade nesse ano.
Nessa altura Odivelas ainda era um conjunto de quintas, em que todos se conheciam. Apenas havia um projeto e mal se sabia, então que o sonho ir-se-ia tornar realidade. Asdrúbal Abel dos Santos, António Neves (Tonica), Victor Manuel dos Santos e José Fernando Reis de Carvalho foram os quatro sócios fundadores do clube, que em Julho de 1945 decidiram retomar o “ODIVELAS FUTEBOL CLUBE“.
No principio, os quatro avançaram com parte dos salários, mas a eles juntaram-se mais doze sócios e a imaginação resultou: obtiveram duas mesas de matraquilhos, no Parque Mayer, que foram instaladas no jardim, junto ao largo do Instituto de Odivelas. Para estimular o consumo, organizavam-se jogos de cartas, em que o vencedor bebia “eduardinhos”, à custa do vencido, em garrafões que tinham rápido consumo.
Inicialmente, o  Odivelas Futebol Clube, na antiga Sede do Odivelas, na Rua do Neto, com o dinheiro dos matraquilhos e as receitas dos “eduardinhos”, o clube alugou botas, joelheiras e caneleiras no Arco do Cego
Com o dinheiro dos matraquilhos e as receitas dos “eduardinhos”, o clube alugou botas, joelheiras e caneleiras no Arco do Cego. O Neves apanhava a camioneta da Arboricultura, junto ao cruzeiro; pagava vinte cinco tostões. Depois, regressava, carregado, logo que o jogo terminava, apressava-se a entregar o material, pois quanto mais tempo demorasse mais teria de pagar.

### Equipamento e Constituição da Primeira Equipa
Ao fim de algum tempo, estava reunido o dinheiro necessário. 
A Casa Sena na baixa junto ao Tribunal da Boa Hora, forneceu por encomenda os artigos já com as cores do clube, o preto e o encarnado. A aquisição do equipamento encheu de orgulho os sócios do Clube, que pediram a Eduardo Pereira Veríssimo, o proprietário de um restaurante à entrada do Largo D. Dinis (o prédio já foi demolido) que colocasse na montra as camisolas e os calções, para a população admirar e se entusiasmar com o Clube. Mas acabaria por ser o próprio Veríssimo quem mais se deixou contagiar pelo dinamismo do Clube. Ele viria a ser o principal dirigente e o grande obreiro do ODIVELAS FUTEBOL CLUBE, o homem que simbolizou a passagem do Clube à fase de crescimento. A primeira equipa a envergar o novo equipamento, em 1947, era constituída pelos seguintes jogadores: Asdrubal Abel dos Santos, João Patrocínio, Manuel Patrocínio, Francisco Martins, Júlio Pedrosa, Carlos Rato (Bobi), José da Graça, Orlando Silva Santos, Victor Manuel Santos (Negos), Manuel (Manelito) e Mário Luís. 
Os sócios pagavam de quotização vinte cinco tostões. Mas a população aderiu e em pouco tempo fizeram-se muitos sócios. 
Não havia, no entanto, uma verdadeira direção, mas um conjunto de pessoas que estavam à frente do clube e que faziam tudo.
Era então normal os adeptos apoiarem a equipa, deslocando-se em excursões às localidades da região: Bucelas, Santa Iria, Tojal, Loures – o Clube e particulares, alugavam camionetas à Arboricultura e vendiam bilhetes. As camionetas partiam a seguir ao almoço, embandeiradas, em fila indiana. A concentração era no cruzeiro ou no largo Dom Dinis; muitos não iam por causa do preço, entre os apoiantes e dirigentes, destacou-se o Dr. Simões Coelho, médico do Clube, que nunca recebeu um centavo e não faltava aos jogos, como o médico da equipa, os jogadores também lutavam por amor á camisola. 

### Primeiro estádio (Campo Diogo José Gomes)
O Clube necessitava desesperadamente de um campo de futebol, pois os jogadores treinavam no alto da mina, onde está agora o depósito da água e também ao fundo da Rua da Fonte, ao lago do Rio, junto às oliveiras, em condições deficientes. 
Não havia jogos em Odivelas e o campo mais próximo situava-se na Póvoa de Santo Arião. Em 1952, Eduardo Veríssimo e António Neves (Tonica) tomaram uma decisão, arranjar um campo de futebol. Depois dum jantar, no dia 7 de Fevereiro de 1952, ambos foram ter com uma proprietária do terreno que seria posteriormente o Campo Diogo José Gomes, que na altura estava arrendado. Eduardo Veríssimo acaba por arranjar acordo com a proprietária do terreno, com uma renda de aluguer de 150 escudos por mês
Logo no dia seguinte, o Neves (Tonica) deu inicio às obras. Eram 6.30h da manhã, quando a sua picareta entrou em ação, deitando abaixo parte de um pombal em pedra preta, com grandes buracos, e que era particularmente estimado pela proprietária, que havia advertido :”Não deitem abaixo o pombal”. Mas para construir o campo, era indispensável que o pombal “fosse abaixo”, pelo que o Neves não hesitou em dar inicio à obra, que teve de ser concluída pelos militares da Pontinha, com dinamite e tratores. Durante oito meses, o campo de futebol esteve continuamente em processo de construção. 
Muitos voluntários e sócios do Odivelas acabaram por ajudar gratuitamente. Mas o grande dinamizador foi, sem duvida, o Eduardo Veríssimo, pois graças a ele conseguiu-se o terreno e a colaboração dos militares da Pontinha, que cederam as máquinas (tratores, escavadeiras, máquinas de brocar) e pessoal (os militares tomavam as refeições no seu restaurante). Os materiais foram adquiridos na estância de Odivelas, que adiantava os fornecimentos, pagos à medida das possibilidades. Fazia-se recolha de fundos; uns davam dinheiro, outros materiais outros o seu trabalho. 
Em 1952, foi concluído o campo. Sobre ele escrevia o “Diário da Manhã” de 10/11/52: com notório exagero no que respeita à capacidade, “o novo campo terá a capacidade para 20.000 espectadores, custará cerca de cem contos e será inaugurado no dia 23 do corrente”.

### Anos 50- Início nas competições regionais
A equipa de futebol conseguiu bons resultados e rapidamente subiu ao regional. 
Um dos jogos mais marcantes teve lugar em Frielas, em 21 de outubro de 1951. Ao intervalo, o Odivelas perdia por 3-0.
No final, após uma grande reviravolta  ganhou por 4-3. Entre os jogadores, destacaram-se o Francisco Martins (Chico Preto), Mário Popa, João Patrocínio, Asdrubal, Victor Manuel, Victor Manuel dos Santos (Maneguito). 
Em Agosto de 1955, a equipa deslocou-se à Ericeira e desta vez houve barulho fora de campo. O Desportivo da Ericeira e os seus adeptos, com a derrota 2-1, provocavam os Odivelenses, deram uns empurrões e atiraram pedras á camioneta.
Mas outros bons jogadores também se destacaram: Valadares, Ramos, Asdrubal, Júlio, Veiga, Zé Calças. 
Em 1955 surgia a sede administrativa, na Rua Alberto Monteiro, e que foi durante muitos anos um Centro de Cultura. Em 1957 o Odivelas teve uma boa carreira no Distrital da terceira Divisão. 
O “Mundo Desportivo” a 29 de Maio de 1957 escrevia: “no Domingo verificou-se mais uma jornada da segunda Divisão. O Odivelas depois de ter ganho ao Carcavelos, e beneficiando da derrota do Via Longa viu aumentar a sua vantagem de um para três pontos, o que a 3 jornadas do fim da prova, parece indicar que o título já deve ter dono”. A uma jornada do final da prova, o “Record” de 16 de Junho de 1957 referia: “o virtual vencedor já está apurado. Trata-se do Odivelas que ao longo da prova se cotou como a melhor equipa. No entanto a sua tarefa revestiu-se de muitas dificuldades, devido a replica valorosa dos adversários”. No ultimo jogo, disputado em Odivelas, o Clube defrontou o velho rival. Eis a pitoresca descrição do Diário de Noticias de 17/6/57: “Desde manhã cedo que o Odivelas teve em festa porque o Odivelas Futebol Clube era já o campeão distrital da 3ª Divisão. Quando os jogadores locais aparecem em campo, foram aclamados entusiasticamente, tendo recebido ramos de flores por graciosas meninas. E, por seu turno também ofereceram lembranças aos seus adversários”.
A cerca de 15 minutos do final, o Odivelas perdia por 1-3. Mas a passagem da meia hora, um bom remate de Rodrigues reduziu a diferença para 2-3, os campeões reagiram e a 5 minutos do final, Rafael estabeleceu o empate. O Odivelas acabaria por ascender à 2ª Divisão Distrital. Um dos seus adeptos e espectadores foi o grande ator Vasco Santana, alvo da curiosidade geral. Em 21 de Setembro de 1959, realizou a festa de homenagem ao jogador mais antigo do Clube, Asdrúbal Belo dos Santos, com o jogo entre o Odivelas e a velha guarda do Sporting. Ernesto M. Costa, Presidente da Direcção, descreveu-o: “É tão ardoroso na luta pela bola e tão vibrante a sua maneira de arrancar para a disputa da dita, que presentemente é difícil ver um jogador assim”.

### Anos 60
Nos anos 60, o Odivelas assistiu a um crescimento exponencial da sua equipa de futebol a nível competitivo. Na época de 1963/1964 conquistam o 1º lugar da 3ª Divisão Distrital da A.F de Lisboa e sobem à 2ª Divisão Distrital da Associação de Futebol de Lisboa onde no ano seguinte conquistam também o 1º lugar.
Em 1965/1966 disputavam a III Divisão Zona D Série 7.
No ano de 1967/68, sobem pela primeira vez à 1ª Divisão Distrital da AF Lisboa, onde conquistam também o 1º lugar.
O ano de 1968, torna-se então, o ano em que o Odivelas atinge os escalões profissionais de futebol.

### Anos 70
Os anos 70 foram uma década de profissionalização e aumento de competitividade no seio do Odivelas. Após várias subidas e descidas, a maioria das épocas foram disputadas na II Divisão da Zona Sul da Associação de Futebol de Lisboa
No início da década de 70, o Odivelas disputava a III Divisão Zona C.
Em 1971, o Odivelas vence a Taça de Honra da III Divisão da A.F de Lisboa e é eliminado na 1/64 de final da Taça de Portugal contra o Alhandra Sporting Club por 0-1.
Na época 72/73 conquista a mesma Taça de Honra da III Divisão da A.F. Lisboa e é eliminado nos 1/32 de final da Taça de Portugal contra o Cova da Piedade.
Em 73/74, no ano do 25 de Abril, perde na 2 Eliminatória da Taça de Portugal de novo com o Alhandra Sporting Club, e de novo por 1-0. 
No entanto, o campeonato demonstra-se desastroso: acaba em 18º  lugar e com o Sacavenense vai ao play-off da despromoção, e perde a II Divisão Torneio Competência Sul 1973/197 para o Juventude de Évora.
Em 1975, no PREC, acaba por se tornar um ano mau para o clube. Perde na 2 Eliminatória da Taça de Portugal com o Lusitano VRSA por 2-1 e acaba despromovido em 19 lugar da II Divisão Zona Sul.
No entanto, acaba por permanecer apenas uma época na III Divisão Série C conseguindo o 2º Lugar dos playoffs atrás do União de Leiria, voltando à II Divisão Zona Sul. Nesse ano, na Taça de Portugal é eliminado na 1 Eliminatória por 2-0 às mãos daquele que estava a tornar-se um rival, o Alhandra Sporting Club.
Na época 76/77, é eliminado da Taça de Portugal nos 1/64 de Final em casa, pelo FC Penafiel, por 3-1. No campeonato, conquista o 8º lugar, a meio da tabela. 
Na época seguinte, conquista o 10 lugar no campeonato e perde para o Casa Pia 1-0 nos 1/64 avos de final da Taça de Portugal.
Em 1979, termina a década na II Divisão Zona Sul em último lugar (16º) e é despromovido para a III Divisão. O percurso da Taça de Portugal demonstrou-se um percurso mais feliz, sendo eliminado nos 1/16 avos contra o FC Penafiel. Na primeira mão empatou 2-2 e nos desempates, perdeu 2-1 em Penafiel.

### Anos 80
Com a chegada dos anos 80, o Odivelas pretendia subir da III Divisão e reocupar a habitual II Divisão da Zona Sul.  Nesse ano, terminam em 2º lugar a III Divisão Série E com 10 pontos de atraso ao Lusitânia dos Açores. No entanto, conseguem a promoção e na Taça de Portugal são eliminados nos 1/32 de final contra o Valdevez por 3-0.
Nos próximos anos, oscilam entre os últimos lugares da II Divisão Zona Sul e a III Divisão Série E, conseguindo no entanto, prestações honrosas atrás de clubes históricos como o Atlético Clube de Portugal .
Em 1982, atingem os oitavos-de-final da Taça de Portugal, onde perdem pela vantagem mínima de 1-0 contra o Juventude de Évora. 
Em 1983, conquistam a Taça de Honra da II Divisão da Associação de Futebol de Lisboa e acabam em 13º lugar no campeonato. 
Nos próximos anos, iriam-se cimentar na II Divisão Zona Sul e consolidar a sua posição, com descidas à III Divisão esporádicas mas com recuperação na próxima época. Nesta altura, jogam no antigo e histórico Campo Diogo José Gomes

### Anos 90

#### Subida às competições nacionais
Com o crescimento da vila de Odivelas a nível demográfico e económico, também o clube acompanhou o seu crescimento. Os anos 90 tornam-se das melhores épocas do Odivelas Futebol Clube, tanto a nível desportivo como a nível financeiro. É nesta década que ascendem pela primeira vez às competições nacionais. 
Na época 1992/1993, o Odivelas conquista a Taça da III Divisão Série E, o campeonato da III Divisão e a II fase da zona Sul. Nesse mesmo ano, o Odivelas faz uma excelente exibição na Taça de Portugal, onde na 5ª Eliminatória da Taça de Portugal, a  27 de Dezembro 1992, elimina em casa o Salgueiros, na altura clube da Primeira Divisão do futebol Nacional.  
Na Taça de Portugal desse ano, o Odivelas é eliminado nos oitavos de final da Taça de Portugal, frente ao Alverca por 2-1. 
Em 1994, sobe de novo para a II Divisão B Zona Sul, onde permanece até 1997.  

### Anos 2000
Os anos 2000 foram importantíssimos para a história do Odivelas Futebol Clube. 
Em 1999/2000 conquistam a 1ª Divisão Honra da AF Lisboa e em 2001/2002 atingem o 4º lugar da II Divisão B Centro.
Em 2002/2003, foi o ano de mudança de instalações. O antigo e histórico estádio Diogo José Gomes foi demolido e vendido o terreno à Câmara Municipal de modo a fazer o Jardim da Música. Nesse ano, o Odivelas muda de instalações para o novo estádio Arnaldo Dias, no que viria a ser as futuras Colinas do Cruzeiro. O Estádio é inaugurado em 2003 e tem uma capacidade para 3.000 pessoas e melhores infraestruturas o que permitiriam à equipa melhores resultados desportivos.
Logo na época seguinte, em 2003/2004 conquistam a taça da II Divisão da AF Lisboa e em 2005/2006 são campeões da 1 Divisão da AF de Lisboa subindo ao escalão profissional.
Em 2006/2007, têm de novo um excelente percurso na Taça de Portugal onde são eliminados nos oitavos de final contra o Belenenses por 0-1 a 10 de Fevereiro de 2007 no novo Estádio Arnaldo Dias.  Na primeira parte o Odivelas jogou  melhor que o Belenenses, no entanto o golo do Belém acabou por surgir aos 63 eliminando assim o Odivelas da Taça de Portugal
Na época seguinte, alcança o 1º lugar da II Série D e perde na 3 Eliminatória da Taça de Portugal por 5-3 nas grandes penalidades contra o Rio Ave.
Acaba a década em 5 lugar na II Divisão Fase Subida Série D .

### Anos 2010

Emblema do Odivelas SAD

#### Processo de Insolvência e Polémica da Angariação de Fundos
Os anos da década de 2010 revelaram-se tempos conturbados e preocupantes no seio do Odivelas Futebol Clube. No início da década, o Odivelas abriu um processo de insolvência no Tribunal de Loures depois de vários desentendimentos com a Câmara Municipal, entre a SAD e a Direção e com a falta de investidores. A antiga sede, na Rua Alberto Monteiro é encerrada.
EM 2013, o Estádio Arnaldo Dias é demolido e a partir de então o Odivelas passa a jogar em recintos de outros clubes, como o do Clube Futebol Benfica, Centro Escolar Republicano Tenente Valdez, entre outros.
Em 2014, a SAD e a Direção acabaram por romper com as suas ligações, surgindo então o Odivelas SAD. 
No ano seguinte, em 2015, um grupo de associados do antigo Odivelas Futebol Clube resolveram criar uma campanha de fundos para que os Odivelenses pudessem colaborar na salvação do Odivelas Futebol Clube. A SAD, por outro lado, informa que abandona o Campeonato da Divisão de Honra da Associação Futebol de Lisboa nesse mesmo ano e que não está minimamente ligada à recolha de tais fundos.
COMUNICADO

A Administração do ODIVELAS FUTEBOL SAD, esclarece e informa todos os ODIVELENSES, que a campanha que decorre nas ruas de Odivelas [...] de angariar dinheiro para o ODIVELAS FUTEBOL CLUBE, não é originária do ODIVELAS FUTEBOL, SAD, e não conta com o nosso apoio porque:
Quem são as pessoas que estão a organizar este peditório?
Quem gere a Conta Bancaria onde é efectuado os depósitos?
Onde está a prova documental do Tribunal, Administrador de Insolvência e Credores que a verba solicitada é suficiente para liquidação total dos créditos e despesas Judiciais;
A verba angariada caso não seja suficiente, quem fica com o dinheiro?
Promete-se aos jovens, voltarem a vestirem a camisola do OFC, em que modalidades e onde vão efetuar essas actividades?
A campanha já tem mais de um mês, qual a verba angariada até a presente data?
O pedido de uma presença na Assembleia Municipal, para nós não passa do um aproveitamento político e pessoal;
Perante estes factos e duvidas, nunca podíamos apoiar e solicitar dinheiro a quem quer que seja , é uma iniciativa sem o rosto, não compreendemos o porque do anonimato, é também nosso entender que este tipo de iniciativa é querer atacar a Câmara Municipal de Odivelas.
Reforçamos que o dinheiro não é para a SAD do Odivelas como se quer fazer querer, esperamos que todos ODIVELENSES estejam esclarecidos, sobre esta matéria, mais informamos que tudo vamos continuar a fazer para manter o ODIVELAS FUTEBOL CLUBE, FUTEBOL, SAD no panorama desportivo Nacional,

A Administração
A 12 de Setembro de 2015, o Odivelas SAD abandona o Campeonato da Divisão de Honra da AF Lisboa e não se inscreve nos próximos anos nos Campeonatos distritais da AF Lisboa. Com a instabilidade é formada uma comissão administrativa.
Em 2016, o Odivelas Futebol Clube, informa os adeptos e sócios que pretende voltar às competições e por isso está a resolver o processo de insolvência e as questões burocráticas com as entidades intervenientes. Ao mesmo tempo entra em conversações com a Câmara Municipal de Odivelas de modo a usar o espaço do antigo estádio Arnaldo Dias, agora abandonado. 
A 21 de Janeiro de 2017 é tida uma Assembleia Geral do Odivelas FC na Sociedade Musical Odivelense, de modo a acabar com a Comissão Administrativa e formar uma Direção. É eleito José Manuel da Silva Moreira como presidente da Direção.
Em outubro  de 2017, a Direção do Odivelas Futebol Clube recebe o apoio da  OFCInvest , um grupo de investidores, que visa a revitalização do Clube mediante a aprovação do plano de pagamentos aos credores e do cumprimentos dos créditos reconhecidos no âmbito do processo de insolvência. A insolvência do Odivelas Futebol Clube será suspensa após a liquidação integral das dividas reconhecidas.

Em novembro desse mesmo ano, a Direção do Odivelas reabre a antiga secretaria e sede na Rua Alberto Monteiro
Vimos por este meio informar que na última reunião de Direção do Odivelas FC ficou decidido com caráter de urgência proceder-se à abertura de uma secretaria na antiga sede do Odivelas FC, de forma a poder informar e esclarecer e atender os antigos e novos sócios do clube.

Também a curto prazo irão ser realizadas obras de recuperação do espaço, com diversos melhoramentos para todos aqueles que frequentam o espaço em questão.
Em 2018, a Direção do Odivelas escreve um comunicado sobre o processo de insolvência e da situação atual do clube e a Odivelas FC SAD não retoma ainda a atividade futebolística na época 2018/19, visto ainda decorrer no Tribunal do Comércio de Lisboa um processo entre a Odivelas SAD e a Pefaco Portugal, SA sobre a concessão do Bingo de Odivelas.

## Treinadores
| Treinadores do Odivelas Futebol Clube | Tempo em funções | Títulos                                                        |
| ------------------------------------- | ---------------- | -------------------------------------------------------------- |
| João Lourenço                         | 1982-1983        | Taça de Honra da 2ª Divisão da Associação de Futebol de Lisboa |
| Alberto Bastos Lopes                  | 1991-1995        | 1 Taça da III Divisão Nacional                                 |
| Mário Sardinheiro                     | 1995             |                                                                |
| Marinho                               | 1996             |                                                                |
| Luís Martins                          | 1997-1998        |                                                                |
| Daúto Faquirá                         | 1999-2003        | Taça de Honra da 1ª Divisão da Associação de Futebol de Lisboa |
| Luís Araújo                           | 2003             |                                                                |
| Luís Guilherme                        | 2003-2004        | Taça da 3ª Divisão da Associação de Futebol de Lisboa          |
| João Bastos                           | 2004             |                                                                |
| José Marcos (interino)                | 2004             |                                                                |
| Rui Gregório                          | 2004-2008        | Taça da 2ª Divisão da Associação de Futebol de Lisboa          |
| António Pereira (interino)            | 2008             |                                                                |
| Paulo Fonseca                         | 2008-2009        |                                                                |
| Paulo Reis                            | 2009-2010        |                                                                |
| João Raimundo (interino)              | 2010             |                                                                |
| José Vasques                          | 2010-2011        |                                                                |
| Paulo Rocha (interino)                | 2011             |                                                                |
| Paulo Henrique                        | 2011-2012        |                                                                |
| Paulo Moreira                         | 2012-2013        | 1 Taça da 3ª Divisão da Associação de Futebol de Lisboa        |
| Rafael Adão                           | 2013-2014        |                                                                |
| Marta Pereira                         | 2014-2015        |                                                                |

## Palmarés

##### Competições Nacionais
- III DIVISÃO NACIONAL - NÍVEL 4 (2): 1992/1993, 1992/1993

Competições Regionais
- AF LISBOA 1ª DIVISÃO HONRA (1): 1999/2000
- AF LISBOA 2ª DIVISÃO (2): 1967/1968, 2005/2006
- AF LISBOA 3ª DIVISÃO (3) :1964/65, 2003/04, 2012/13
- AF LISBOA 3ª DIVISÃO (1) :1963/64
- AF LISBOA TAÇA DE HONRA 2ª DIVISÃO (1): 1982/83
- AF LISBOA TAÇA DE HONRA 3ª DIVISÃO (2) : 1971/72, 1972/73

## Estádio
Atualmente, o Odivelas disputa os seus jogos no Complexo Desportivo de Porto Pinheiro, com uma lotação de 1 200 pessoas.